# Anemesia incana
Anemesia incana is een spinnensoort uit de familie Cyrtaucheniidae. De soort komt voor in Tadzjikistan.